# Česko na Mistrovství Evropy v atletice 2014
Mistrovství Evropy v atletice 2014, které se konalo ve švýcarském městě Curych ve dnech 12. – 17. srpna 2014, se zúčastnilo celkem 42 českých sportovkyň a sportovců.

## Medaile
| Medaile          | Jméno             | Disciplína     | Datum     |
| ---------------- | ----------------- | -------------- | --------- |
| Zlatá medaile    | Barbora Špotáková | hod oštěpem    | 14. srpna |
| Stříbrná medaile | Vítězslav Veselý  | hod oštěpem    | 17. srpna |
| Bronzová medaile | Anežka Drahotová  | chůze na 20 km | 14. srpna |
| Bronzová medaile | Jan Kudlička      | skok o tyči    | 16. srpna |

## Výsledky

### Muži
| Disciplína            | Sportovec                                                        | Rozběh  | Rozběh | Semifinále  | Semifinále  | Finále      | Finále      |
| Disciplína            | Sportovec                                                        | Výkon   | Pořadí | Výkon       | Pořadí      | Výkon       | Pořadí      |
| --------------------- | ---------------------------------------------------------------- | ------- | ------ | ----------- | ----------- | ----------- | ----------- |
| Běh na 100 metrů      | Jan Veleba                                                       | 10.41 s | 19 q   | 10.38 s     | 13          | nepostoupil | nepostoupil |
| Běh na 400 metrů      | Daniel Němeček                                                   | 46.36 s | 27     | nepostoupil | nepostoupil | nepostoupil | nepostoupil |
| Běh na 400 metrů      | Patrik Šorm                                                      | 46.61 s | 26     | nepostoupil | nepostoupil | nepostoupil | nepostoupil |
| Běh na 400 metrů      | Jan Tesař                                                        | 46.65 s | 30     | nepostoupil | nepostoupil | nepostoupil | nepostoupil |
| Běh na 1500 metrů     | Jakub Holuša                                                     | 3:39.64 | 7 q    |             |             | DNS         |             |
| Běh na 110 m překážek | Petr Svoboda                                                     | 13.50 s | 12 Q   | 13.39 s     | 6 q         | 13.63 s     | 5           |
| Běh na 400 m překážek | Michal Brož                                                      | 49.90 s | 11 Q   | 50.39 s     | 17          | nepostoupil | nepostoupil |
| Běh na 4 x 400 m      | Michal Brož Michal Desenský Daniel Němeček Patrik Šorm Jan Tesař | 3:04.07 | 8 q    |             |             | 3:04.56     | 8           |
| Chůze na 50 km        | Lukáš Gdula                                                      |         |        |             |             | 4:08:51     | 26          |
| Chůze na 50 km        | Pavel Schrom                                                     |         |        |             |             | DNF         |             |

#### Technické disciplíny
| Disciplína    | Sportovec        | Kvalifikace | Kvalifikace | Finále      | Finále           |
| Disciplína    | Sportovec        | Výkon       | Pořadí      | Výkon       | Pořadí           |
| ------------- | ---------------- | ----------- | ----------- | ----------- | ---------------- |
| Skok do výšky | Jaroslav Bába    | 223 cm      | 1 Q         | 230 cm      | 4                |
| Skok o tyči   | Jan Kudlička     | 560 cm      | 2 q         | 570 cm      | Bronzová medaile |
| Skok o tyči   | Michal Balner    | 530 cm      | 20          | nepostoupil | nepostoupil      |
| Vrh koulí     | Jan Marcell      | 20.09 m     | 8 q         | 20.48 m     | 6                |
| Vrh koulí     | Ladislav Prášil  | 19.83 m     | 13          | nepostoupil | nepostoupil      |
| Vrh koulí     | Tomáš Staněk     | 19.67 m     | 14          | nepostoupil | nepostoupil      |
| Hod oštěpem   | Petr Frydrych    | 75.19 m     | 19          | nepostoupil | nepostoupil      |
| Hod oštěpem   | Vítězslav Veselý | 80.00 m     | 7 q         | 84.79 m     | Stříbrná medaile |
| Hod oštěpem   | Jakub Vadlejch   | 75.14 m     | 20          | nepostoupil | nepostoupil      |
| Hod kladivem  | Lukáš Melich     | 73.48 m     | 13          | nepostoupil | nepostoupil      |

Desetiboj
| Sportovec               | Disciplína | 100 m   | Dálka  | Koule   | Výška  | 400 m   | 110 m př. | Disk    | Tyč    | Oštěp   | 1500 m  | Celkem bodů | Pořadí |
| ----------------------- | ---------- | ------- | ------ | ------- | ------ | ------- | --------- | ------- | ------ | ------- | ------- | ----------- | ------ |
| Adam Sebastian Helcelet | Výkon      | 11.12 s | 7.34 m | 14.90 m | 198 cm | 50.07 s | 14.39 m   | 39.75 m | 460 cm | 65.32 m | 4:44.33 | 7955        | 11     |
| Adam Sebastian Helcelet | Bodů       | 834     | 896    | 784     | 785    | 811     | 925       | 659     | 790    | 818     | 653     | 7955        | 11     |
| Marek Lukáš             | Výkon      | 11.19 s | 6.96 m | 13.50 m | 192 cm | 50.22 s | 14.67 m   | 39.55 m | 450 cm | 65.84 m | 4:41.16 | 7660        | 16     |
| Marek Lukáš             | Bodů       | 819     | 804    | 698     | 731    | 804     | 890       | 655     | 760    | 826     | 673     | 7660        | 16     |
| Jiří Sýkora             | Výsledek   | 11.13 s | 7.02 m | 13.66 m | DNS    | DNS     | DNS       | DNS     | DNS    | DNS     | DNS     | DNF         |        |
| Jiří Sýkora             | Bodů       | 832     | 818    | 708     |        |         |           |         |        |         |         | DNF         |        |

DNS – nenastoupil ke startu, DNF – nedokončil, SB – nejlepší výkon sezóny, PB – osobní rekord, NM – bez platného pokusu, Q – postoupil po dosažení vypsaného limitu, q – postoupil na čas (výkonem)

### Ženy
| Disciplína            | Sportovec           | Rozběh  | Rozběh | Semifinále   | Semifinále   | Finále       | Finále           |
| Disciplína            | Sportovec           | Výkon   | Pořadí | Výkon        | Pořadí       | Výkon        | Pořadí           |
| --------------------- | ------------------- | ------- | ------ | ------------ | ------------ | ------------ | ---------------- |
| Běh na 800 metrů      | Lenka Masná         | 2:01.73 | 7 q    | 2:01.80      | 13           | nepostoupila | nepostoupila     |
| Běh na 1500 metrů     | Diana Mezuliáníková | 4:15.40 | 18     |              |              | nepostoupila | nepostoupila     |
| Běh na 5000 m         | Kristiina Mäki      |         |        |              |              | 15:57.13     | 14               |
| Běh na 10000 m        | Lucie Sekanová      |         |        |              |              | 33:57.29     | 14               |
| Běh na 100 m překážek | Lucie Škrobáková    | 13.29 s | 26     | nepostoupila | nepostoupila | nepostoupila | nepostoupila     |
| Běh na 100 m překážek | Lucie Koudelová     | DNF     |        | nepostoupila | nepostoupila | nepostoupila | nepostoupila     |
| Běh na 400 m překážek | Denisa Rosolová     | 56.13 s | 4 Q    | 54.96 s      | 3 Q          | 54.70 s      | 4                |
| Chůze na 20 km        | Anežka Drahotová    |         |        |              |              | 1:28:08      | Bronzová medaile |
| Chůze na 20 km        | Lucie Pelantová     |         |        |              |              | DNF          |                  |

#### Technické disciplíny
| Disciplína    | Sportovec           | Kvalifikace | Kvalifikace | Finále       | Finále        |
| Disciplína    | Sportovec           | Výkon       | Pořadí      | Výkon        | Pořadí        |
| ------------- | ------------------- | ----------- | ----------- | ------------ | ------------- |
| Skok do výšky | Eliška Klučinová    | DNS         |             | nepostoupila | nepostoupila  |
| Skok o tyči   | Romana Maláčová     | 425 cm      | 17          | Nepostoupila | Nepostoupila  |
| Skok o tyči   | Jiřina Ptáčníková   | 445 cm      | 1 Q         | 445 cm       | 6             |
| Skok o tyči   | Rebeka Šilhanová    | NM          |             | nepostoupila | nepostoupila  |
| Hod diskem    | Jitka Kubelová      | 53.82 m     | 12 q        | 50.54 m      | 12            |
| Hod diskem    | Eliška Staňková     | 55.79 m     | 9 q         | 55.88 m      | 10            |
| Hod kladivem  | Kateřina Šafránková | 67.26 m     | 11 q        | 64.94 m      | 9             |
| Hod kladivem  | Tereza Králová      | NM          |             | nepostoupila | nepostoupila  |
| Hod oštěpem   | Petra Andrejsková   | 56.10 m     | 14          | nepostoupila | nepostoupila  |
| Hod oštěpem   | Nikola Ogrodníková  | 53.15 m     | 20          | nepostoupila | nepostoupila  |
| Hod oštěpem   | Barbora Špotáková   | 59.99 m     | 4 Q         | 64.41 m      | Zlatá medaile |

Sedmiboj
| Sportovec        | Disciplína | 100 m př. | Výška | Koule | 200 m | Dálka | Oštěp | 800 m | Celkem bodů | Pořadí |
| ---------------- | ---------- | --------- | ----- | ----- | ----- | ----- | ----- | ----- | ----------- | ------ |
| Eliška Klučinová | Výkon      | 14.40 s   | DNS   | DNS   | DNS   | DNS   | DNS   | DNS   | DNF         |        |
| Eliška Klučinová | Bodů       | 923       |       |       |       |       |       |       | DNF         |        |

DNS – nenastoupila ke startu, DNF – nedokončila, SB – nejlepší výkon sezóny, PB – osobní rekord, NM – bez platného pokusu; Q – postoupila po dosažení vypsaného limitu, q – postoupila na čas (výkonem)